# 灵寿县
灵寿县地处河北省中西部太行山东麓，石家庄市西北部，总面积1069平方公里。是古中山国都城所在地，公元前206年置县。是中国著名的“石材之乡”、“食用菌之乡”和“河北省旅游大县”。 縣人民政府駐靈壽鎮。战国策里中山国的国都位于此。

## 历史
中山国为魏国所灭后，公元前381年前后，中山桓公率鲜虞余众驱逐魏人复国，定都于此，称灵寿邑，城址在今平山县三汲乡附近。西汉初年置灵寿县，属常山郡，县治仍在中山故都，晋移至今址。北周置蒲吾郡；隋初郡废，县属恒州；隋末曾于灵寿县短暂设燕州，唐初州废，县属井州，贞观中还属恒州，元和十五年，恒州改名镇州。宋属真定府，熙宁六年，并入行唐，八年复立；金因之；元初属恒州，后属真定路；明属真定府，清雍正元年改真定府为正定府，县仍属之。民国元年，属清河道；民国1929年，直属河北省；1958年10月，灵正合县属正定县；1961年，与正定分县，复设灵寿县至今。

## 人口
2021年末，靈壽縣户籍人口350613人。
根据灵寿县第七次全国人口普查结果，现将2020年11月1日零时全县人口的基本情况公布如下：常住人口共309121人，同2010年第六次全国人口普查的333558人相比，十年共减少24437人，减少7.33%，年平均降低率为0.76%。我县常住人口占全市总人口的比重为2.75%，同2010年第六次全国人口普查的3.28%相比，下降了0.53%。

## 地理
灵寿县位於太行山中段东麓，由于新生代喜马拉雅运动的强烈抬升和差异断块活动，形成了一系列相对高差较大的陡峭山峰。七月平均气温19.1℃，年降水量为700-850mm。已探明储量的矿藏有大理石、石英石、云母、金、银、铁、锰、钼等49种，总储量约有28亿吨。其中花岗岩储量10亿立方米，黄金储量20吨，云母储量1340万吨。河流有滹沱河、磁河、松阳河等9条，有大中小型水库29座，总库容3.1亿立方米。

## 行政区划
灵寿县下辖6个镇、9个乡：
灵寿镇、青同镇、塔上镇、陈庄镇、慈峪镇、岔头镇、三圣院乡、北洼乡、牛城乡、狗台乡、南寨乡、南燕川乡、北谭庄乡、寨头乡和南营乡。

## 交通
- 234国道过境。